# 白船旗
白船旗（英語：White Ensign）是英国皇家海军舰艇及其岸上机构所悬挂的海军船旗，又名“圣乔治船旗”（英語：St George's Ensign）。旗帜为白底，绘有红色圣乔治十字，左上角为英国国旗。
护卫英王的船只和皇家游艇舰队亦悬挂白船旗。除英国外，一些英联邦国家海军也使用白船旗的变体作为海军旗帜，通常的做法是左上角为本国国旗，而圣乔治十字被替换为海军徽章。另外英属南极领地和英国北方灯塔管理委员会的旗帜也是白底船旗，但并未加缀圣乔治十字。

## 历史

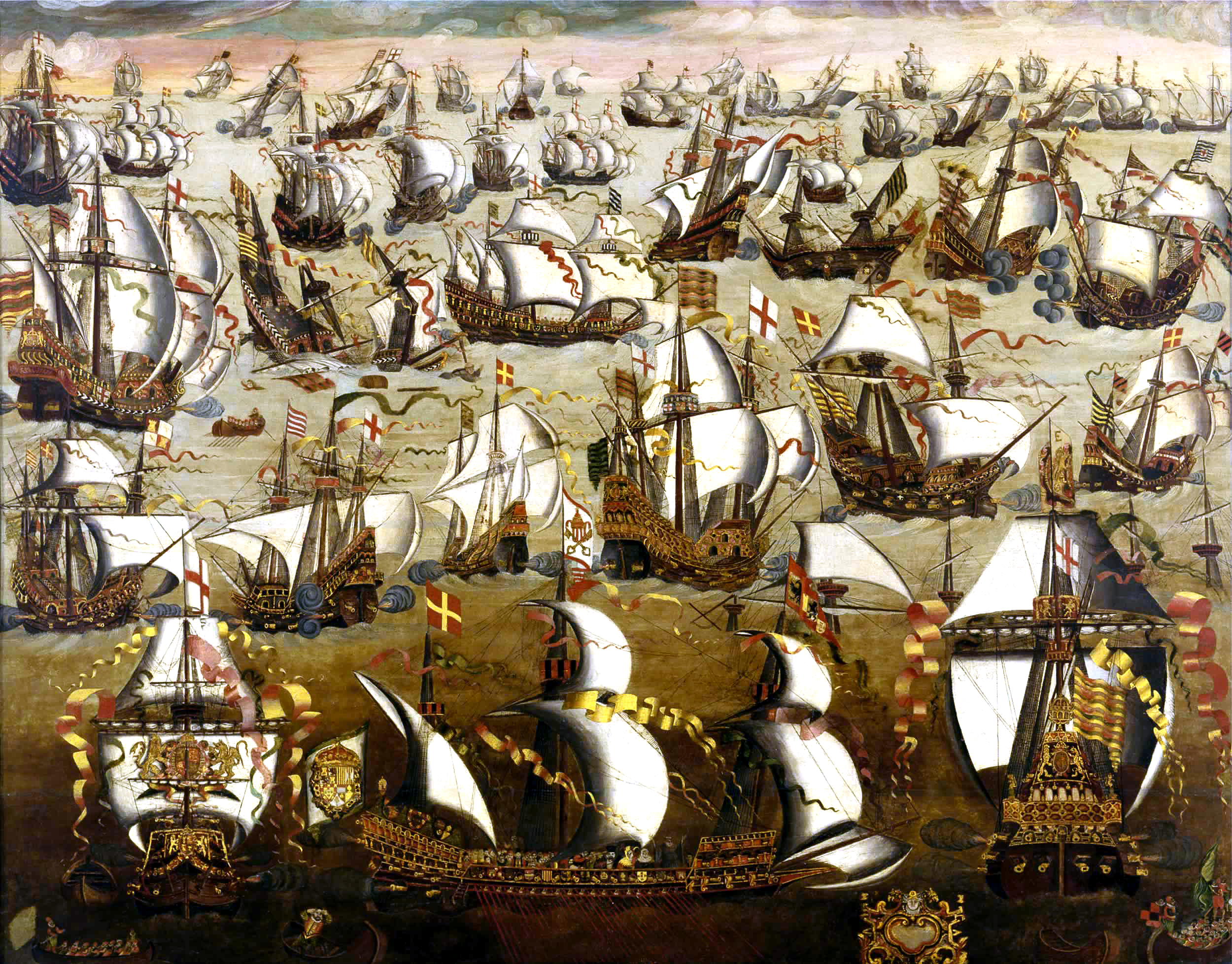
描绘1588年英国与西班牙海军作战绘画中的条纹船旗

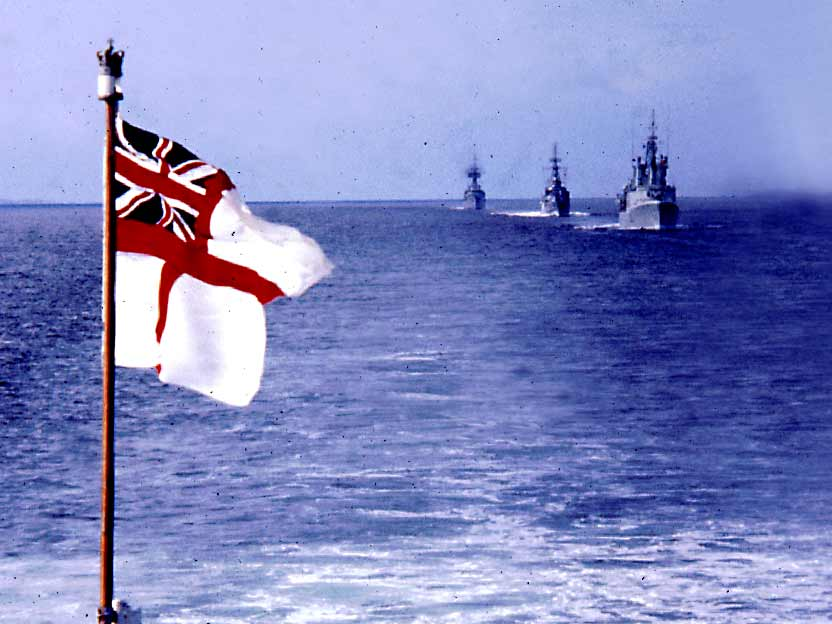
1975年皇家海军舰船上的白船旗

英国海军的船旗最早出现于16世纪，最初的船旗采用绿白条纹相间的样式（都铎王朝色彩），有时为了区分不同的舰队也会采用蓝、红、棕褐等不同的颜色。在1588年英国海军和西班牙舰队作战的绘画中可以看到这种条纹船旗。随后，出现了在这些条纹船旗的左上角加缝圣乔治十字的旗帜。斯图亚特王朝时期对船旗的描述是：“左上角为圣乔治十字，由15条蓝、白、黄相间条纹所构成的旗帜”。1630年红、蓝、白船旗体系建立后，带有条纹的船旗被定为不列颠东印度公司的旗帜。受其影响美国国旗和夏威夷州州旗也采用了类似的设计。
16世纪时首次出现了在圣乔治十字旗帜左上角再绘制一个圣乔治十字的船旗。1630年白船旗的样式为左上角仅有一个缩小的圣乔治十字的白色旗帜，这一样式与当时的红船旗与蓝船旗一致。1707年，白船旗被改为整个旗面为圣乔治十字、左上角为英国国旗的旗帜。1720年前亦存在去掉圣乔治十字的白船旗，仅在国内水域使用。1801年，《1800年联合法令》颁布后，左上角被替换为新的英国国旗样式，此时的白船旗与今天的样式较为接近。此时白船旗上的英国国旗蓝底据海军部要求使用较深的蓝色，以避免由于褪色而频繁更换船旗。1687年海军部秘书塞缪尔·皮普斯将旗帜比例从11:18更改为5:9，1837年更改为现今的1:2。
此时期英国海军采用红、白、蓝色三种颜色的船旗区别三支舰队，其中红船旗舰队等级最高、蓝船旗最低。在航行中根据不同的识别色方便军官指挥。1864年，由于民船旗亦采用红色船旗，海军部决定停用海军中的其他颜色的船旗，仅将白船旗保留给皇家海军使用，但皇家海军仍有在需要时使用红船旗和蓝船旗的权力。
| 都铎王朝船旗1485-1603年  |
| 都铎王朝船旗 1485-1603年 |

| 斯图亚特王朝船旗1620年  |
| 斯图亚特王朝船旗 1620年 |

| 白船旗1630-1707年  |
| 白船旗 1630-1707年 |

| 白舰队的船旗1702-1707年  |
| 白舰队的船旗 1702-1707年 |

| 白船旗1707-1800年  |
| 白船旗 1707-1800年 |

## 使用

### 英国

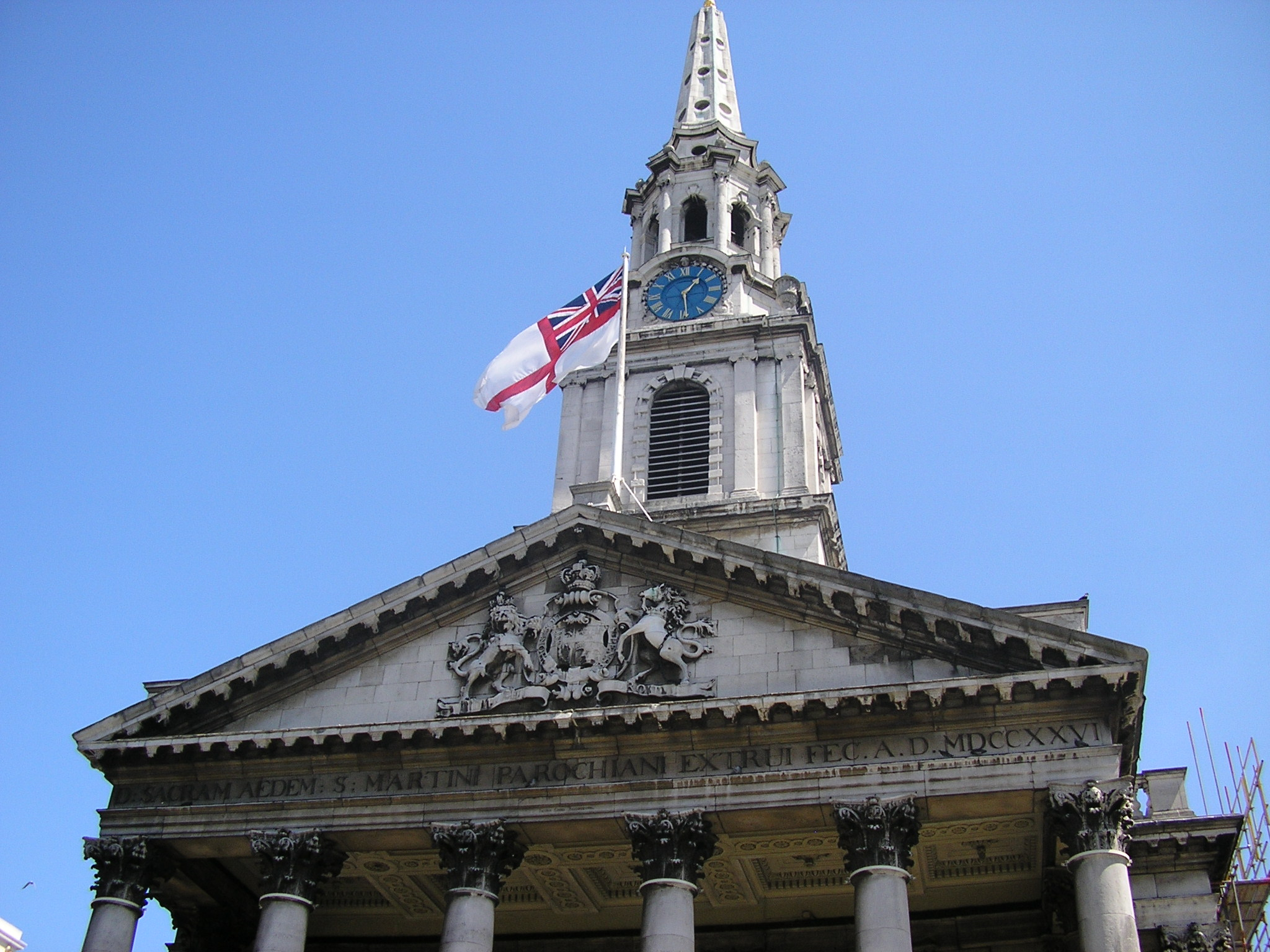
伦敦特拉法加廣場圣马田教堂悬挂的白船旗

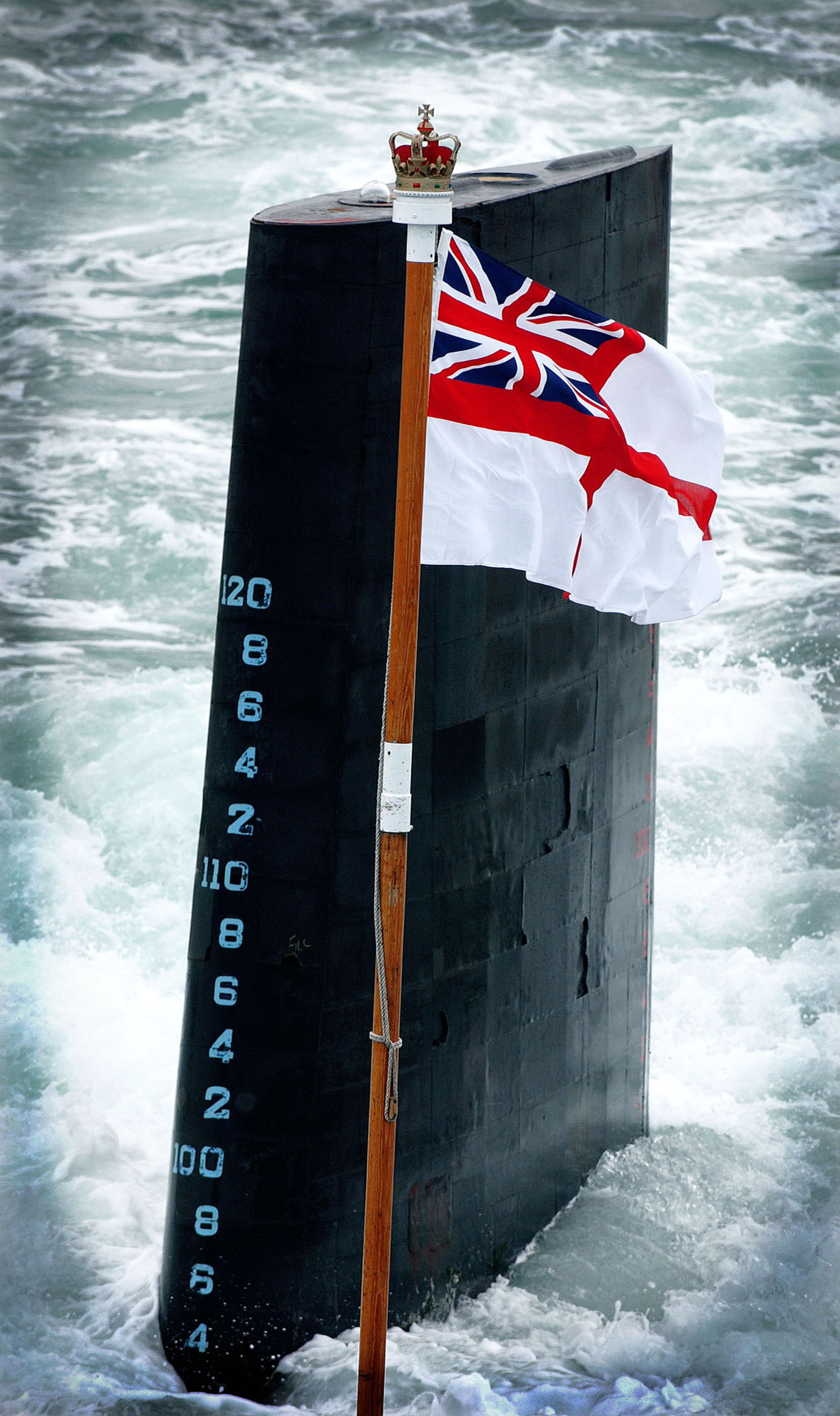
皇家海軍艦艇悬挂上的白船旗

航行中的英国皇家海军舰艇和潜艇均悬挂白船旗，日间航行中白船旗作为船旗悬挂在船尾，英国国旗作为舰首旗悬挂在船头。斜桁船在右舷桁端悬挂白船旗。
在英王生日等特定场合下，皇家海军会在所有桅杆上悬挂白船旗。航行在英国水域的外国船只也可以在庆祝英国节日时或鸣礼炮时悬挂白船旗。若干被授权的船只亦可悬挂白船旗，例如皇家游艇舰队以及承担护卫英国君主任务的领港公会等。
陆地上的英国皇家海军岸上机构及皇家海军陆战队建筑均可悬挂白船旗。另外与海军有密切联系的建筑，例如伦敦特拉法加廣場海军部所在教区的圣马田教堂及若干纪念碑也悬挂有白船旗。
2006年，个人被授权悬挂白船旗以庆祝特拉法加日。另外，美国温斯顿·S·丘吉尔号驱逐舰为唯一同时悬挂美国国旗和白船旗的美国军舰，这是为了纪念其名称的英国渊源。

### 英联邦国家

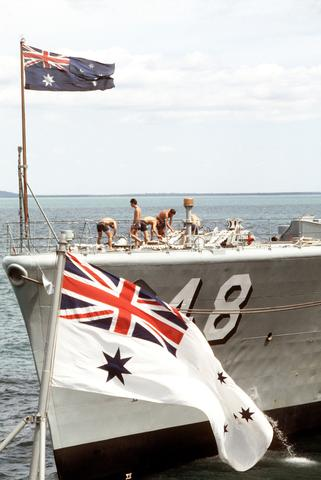
澳大利亚海军白船旗

澳大利亚、加拿大、新西兰及印度海军曾使用与英国海军完全相同的白船旗，舰首旗则为各自的自治领蓝船旗。其后逐渐停用并采用与白船旗样式相近的本国海军船旗：
- 印度海军在1928年至1950年1月26日亦使用白船旗，直到1950年印度独立。
- 1965年加拿大采用新加拿大國旗后，加拿大海军停用了白船旗，直到1968年采用左上角带有加拿大国旗的白船旗。2013年，加拿大白船旗被定为舰首旗。[7]
- 澳大利亚和新西兰海军在越南战争为避免由于悬挂白船旗造成英国参战的误解，各自采用了新的白船旗，其上缀有国旗样式的南十字座。[8][9]

### 美国

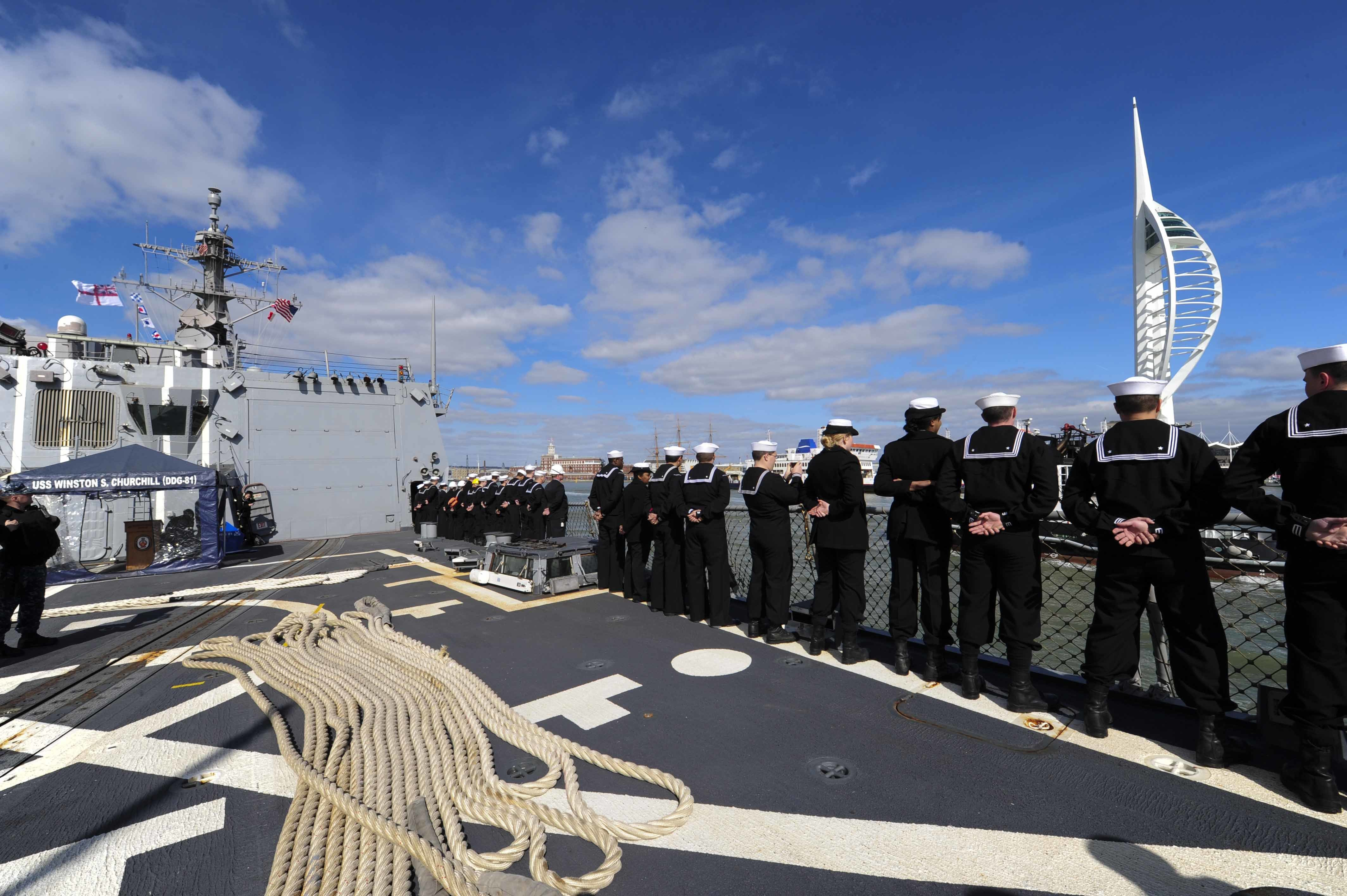
温斯顿·S·丘吉尔号驱逐舰

美国海军温斯顿·S·丘吉尔号驱逐舰同时悬挂美国国旗和英国白船旗。

## 影响
受英国皇家海军影响，一些国家的船旗采用了白船旗的形式：

### 圣乔治十字
- 安提瓜和巴布达海军
- 巴哈马海军
- 巴哈马海军
- 巴巴多斯海军
- 加纳海军
- 格林纳达海军
- 印度海軍
- 牙买加海军
- 立陶宛海军
- 圣基茨和尼维斯海军
- 所罗门群岛海军
- 塞拉利昂海军
- 南非海军
- 汤加海军
- 特立尼达和多巴哥海军
- 乌克兰海军

### 纯白底旗帜
- 澳大利亞皇家海軍
- 孟加拉国海军
- 文莱海军
- 加拿大皇家海軍
- 斐濟海军
- 约旦海军
- 肯尼亚海军
- 马来西亚皇家海军
- 缅甸国防军海军
- 新西兰皇家海军
- 尼日利亚海军
- 巴布亚新几内亚海军
- 塞拉利昂海军
- 新加坡共和国海军
- 新加坡共和国海军
- 斯里兰卡海军
- 苏丹共和国海军
- 瓦努阿图海军
- 纳米比亚海军

### 历史旗帜
- 文莱海军
（1984年–1990年）
- 文莱海军
（1984年–1990年）
- 皇家加拿大海军
（1930年）
- 加拿大皇家海军
（1953年–1976年）
- 加拿大皇家海军
（1968年–2013年）
- 印度海军
（1950年–2001年）
- 印度海军
（2001年–2004年）
- 印度海军
（2004年–2014年）
- 马来亚联合邦海军
（1957年–1963年）
- 马来西亚皇家海军
（1963–1968年）
- 缅甸联邦海军
（1948年–1974年）
- 缅甸联邦和缅甸联邦社会主义共和国海军
（1974年–2010年）
- 南非海军
（1946年–1951年）
- 南非海军
（1952年–1959年）
- 南非海军
（1959年–1981年）
- 南非海军
（1981年–1994年）
- 西印度群岛联邦海军
（1958年–1962年）
- 加纳共和国海军
（1964年–1966年）
- 尼日利亚联邦共和国海军
（1960年–1998年）
- 苏丹共和国海军
（1956年–1970年）
- 乌克兰海军
（1992年–1997年）
- 乌克兰人民共和国海军
（1918年7月）
- 美利坚联盟国海军
（1863年–1865年）
- 德意志帝国海军
（1867年–1892年）
- 德意志帝国海军
（1892年–1903年）
- 德意志帝国海军
（1903年–1919年）
- 德意志帝国海军
（1903年–1919年）
- 德意志帝国海军
（1903年–1919年）
- 中华民国（南京临时政府）海军
（1911年）

- 锡兰海军
（1948年–1972年）

## 类似旗帜
- 英属南极领地为英國海外領土中唯一使用白底船旗的海外領土，其上绘有纹徽。
- 英国北方灯塔管理委员会采用带有1801年英国国旗的白底船旗。

- 英国北方灯塔管理委员会
- 英属南极领地